# 斯维塔诺克 (普里卢基区)
50°52′54″N 32°43′21″E / 50.88167°N 32.72250°E
斯维塔诺克（羅馬化：Svitanok），2024年9月前名为尤日内（烏克蘭語：Южне），是烏克蘭的村落，位於該國北部切爾尼戈夫州，由普里盧基區帕拉菲伊夫卡市镇負責管轄，距離雷索霍雷3公里，始建於1700年，面積0.28平方公里，海拔高度143米，2024年人口870。
2024年9月19日，乌克兰最高拉达将此村的名字改为斯维塔诺克。